# Uroš Vuković
Uroš Vuković (...) è un ex giocatore di football americano serbo, che ha giocato nel ruolo di defensive lineman.

## Palmarès
- 1 Druga Liga (Belgrade Blue Dragons, 2015)
- 1 Challenge Bowl (Austria) (Budapest Wolves, 2014)